# Machiloidea
Los maquiloideos (Machiloidea) son un suborden de insectos arqueognatos de pequeño tamaño, cuerpo alargado acabado en tres cercos ("colas"), capaces de saltar y habitantes de ambientes húmedos (bajo la corteza de árboles, grietas de rocas, hojarasca), que se alimentan de algas, líquenes y restos vegetales. Se conocen unas 320 especies.
Se trata de uno de los grupos más primitivos de insectos; carecen de alas (y nunca las han tenido en su historia evolutiva) y las mandíbulas poseen un solo cóndilo articular.
Antes se les consideraba un orden independiente, denominado Microcoryphia (microcorifios). Recientes estudios sobre la filogenia de los apterigotas sugieren que están íntimamente relacionados con los monuros †, grupo fósil que también se había considerado un orden propio. La fusión de microcorifios y monuros en un solo orden obligó a utilizar nuevos nombres para estos grupos; así, bajo el nombre Machiloidea se incluyen los insectos antaño clasificados en el orden Microcoryphia.

## Características
Poseen un cuerpo alargado y comprimido de 6 a 20 mm de longitud excluidos los cercos abdominales, a veces más largos que el cuerpo. Están totalmente cubiertos de escamas que forman dibujos característicos y les dan reflejos metálicos, que contribuyen a camuflarlos con el entorno.
La cabeza es hipognata (está dirigida hacia abajo) y está provista de dos grandes ojos compuestoscontiguos dorsalmente y de tres ocelos. Las antenas son largas, delgadas y filiformes, formadas por muchos segmentos. Las piezas bucales son ectognatas, es decir, visibles desde el exterior y de tipo masticador; las mandíbulas poseen un solo cóndilo, carácter que los diferencia del resto de los insectos, que poseen siempre dos; los palpos maxilares son muy largos.
En el tórax, el mesotórax está muy desarrollado y arqueado dorsalmente, dando al animal un aspecto jiboso; las patas son relativamente cortas y fuertes. El abdomen posee diez segmentos visibles; los nueve primeros llevan ventralmente un par de pequeños apéndices móviles (estilos), con musculatura propia, que pueden representar vestigios de ancestrales patas abdominales.

## Biología y ecología
La reproducción es sexual y la transferencia de esperma es indirecta, generalmente mediante espermatóforo depositados por el macho y recogidos por la hembra. La puesta se realiza en las grietas de las rocas, en el suelo, entre la hojarasca, etc. Dado que no realizan metamorfosis (ametabolía, del huevo nacen individuos similares a los adultos que van adquiriendo nuevas características tras cada muda; los adultos siguen mudando.
Se les suele encontrar sobre rocas donde a veces se reúnen en gran número; se refugian entre la hojarasca, bajo la corteza de árboles caídos, entre las raíces de gramíneas e incluso en zonas batidas por el mar. Posee una característica forma de saltar mediante la flexión del abdomen que, junto con sus coloraciones crípticas son su mejores estrategias defensivas.